# Трав'янець малий
Трав'янець малий (Emberizoides ypiranganus) — вид горобцеподібних птахів родини саякових (Thraupidae). Мешкає в Південній Америці.

## Опис
Довжина птаха становить 17-18 см. Верхня частина тіла каштанова або світло-коричнева, поцяткована широкими чорнуватими смугами. Лоб і щоки темно-сірі. горло біле. Покривні пера крил і плечі жовтуваті. Живіт білуватий. Дзьоб зверху чорний, знизу жовтий. Лапи світло-коричневий.

## Поширення і екологія
Малі трав'янці мешкають на південному сході і півдні Бразилії (на південь від південного Мінас-Жерайсу і східного Сан-Паулу), в Парагваї (на схід від річки Парагвай), на північному сході Аргентини та в Уругваї. Вони живуть на луках, зокрема на заплавних, на болотах та на пустищах, порослих Baccharis articulata. Зустрічаються на висоті до 900 м над рівнем моря. Живляться комахами.